# HD 24626
HD 24626，又名CD-35 1455，SAO 194608、HR 1214，是一颗恒星，视星等为5.11，位于銀經235.57，銀緯-50.53，其B1900.0坐标为赤經3h 49m 50.2s，赤緯-35° -50.53′ 40″。